# Wiener (cràter)

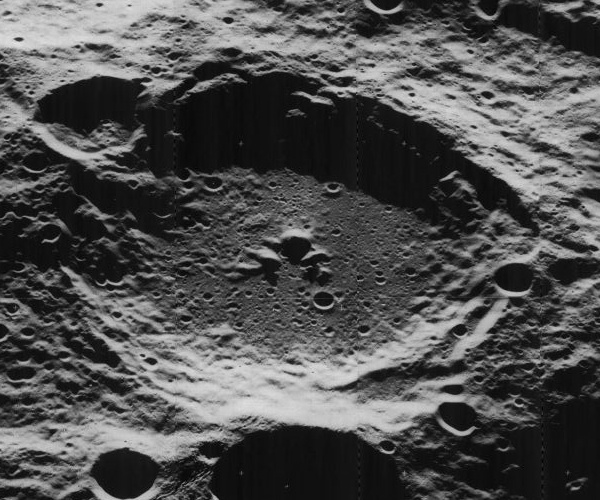
Vista obliqua presa des de la Lunar Orbiter 5, mirant a l'oest

Wiener és un cràter d'impacte que es troba en la cara oculta de la Lluna, just al sud-oest del cràter Campbell, de major grandària. Al sud-oest de Wiener es troba el cràter fortament desgastat Kurchatov. A l'est, al costat de la vora de Campbell, jeu Von Neumann. El cràter més petit Pawsey es localitza al nord-nord-oest, i està parcialment cobert per la muralla exterior de Wiener.

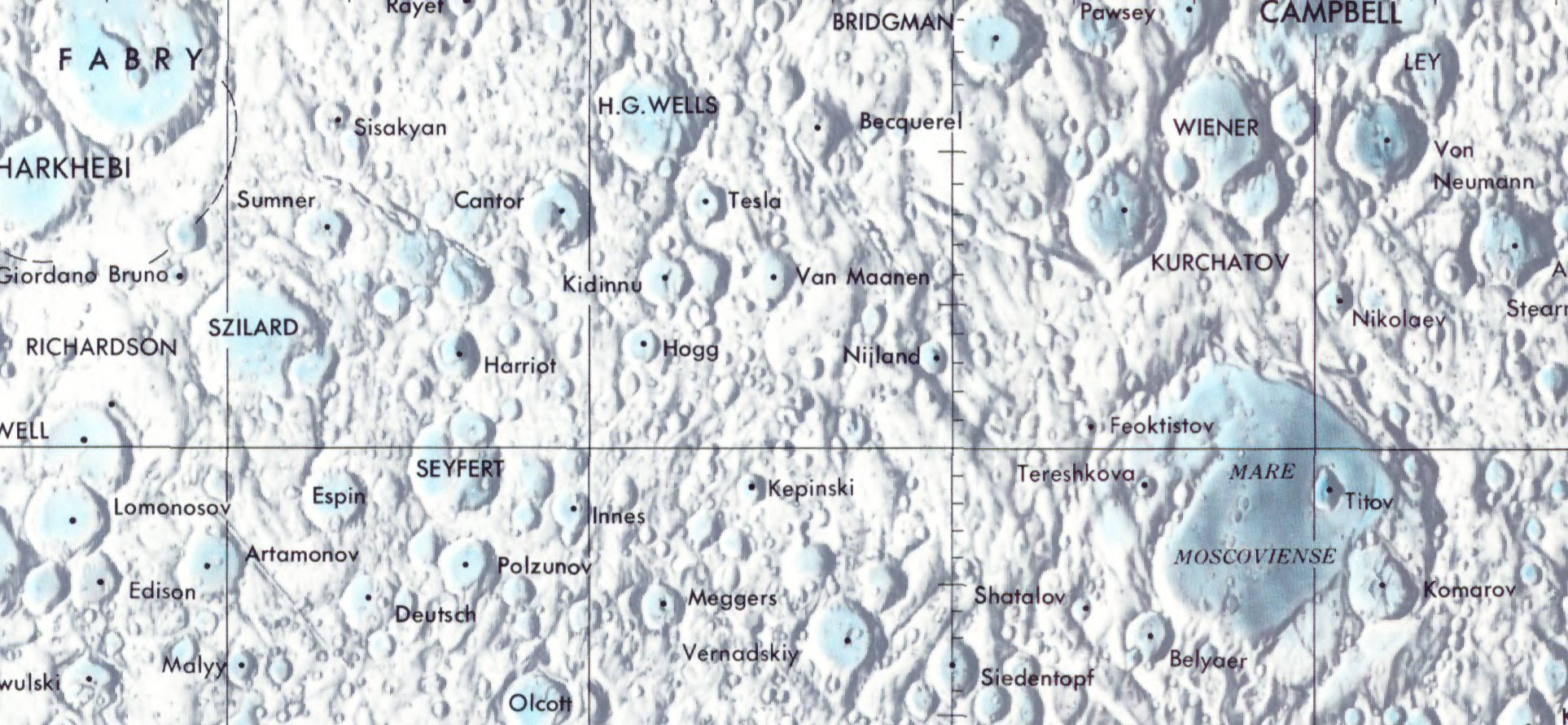
Localització de Wiener (centre del quadrant superior dret de la imatge).

La meitat nord-oest del brocal del cràter està ben formada, encara que amb alguns desploms i terraplenats en les parets internes. Presenta una protrusió cap a l'exterior en la vora del costat nord, al costat de Pawsey. La part sud del cràter és més irregular, amb una paret interior més ampla i desigual i un perímetre de perfil mal definit. La vora cobreix aproximadament la meitat del cràter satèl·lit Wiener K, que es troba molt desgastat, en el sud-sud-est. El cràter satèl·lit més petit Wiener Q es troba en la vora sud-oest, i el relativament recent i en forma de polígon Wiener F apareix adossat a la vora oriental.
Dins del cràter, gran part del sòl interior és relativament pla, amb un grup de petites crestes que formen l'estructura del pic central prop del punt central. Un crateret es troba a l'est-nord-est d'aquestes crestes, amb altres petits impactes propers a la paret interna del costat sud-oest.

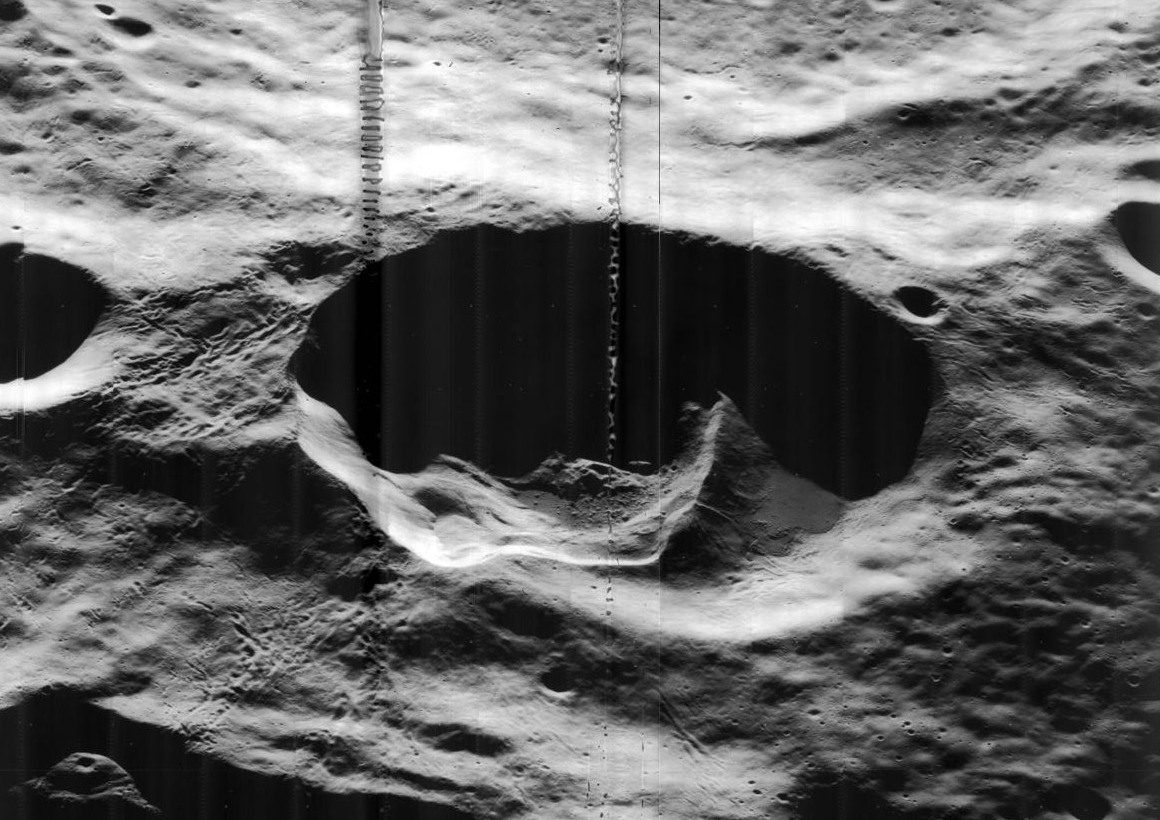
Wiener F. Fotografia de la missió Lunar Orbiter 5

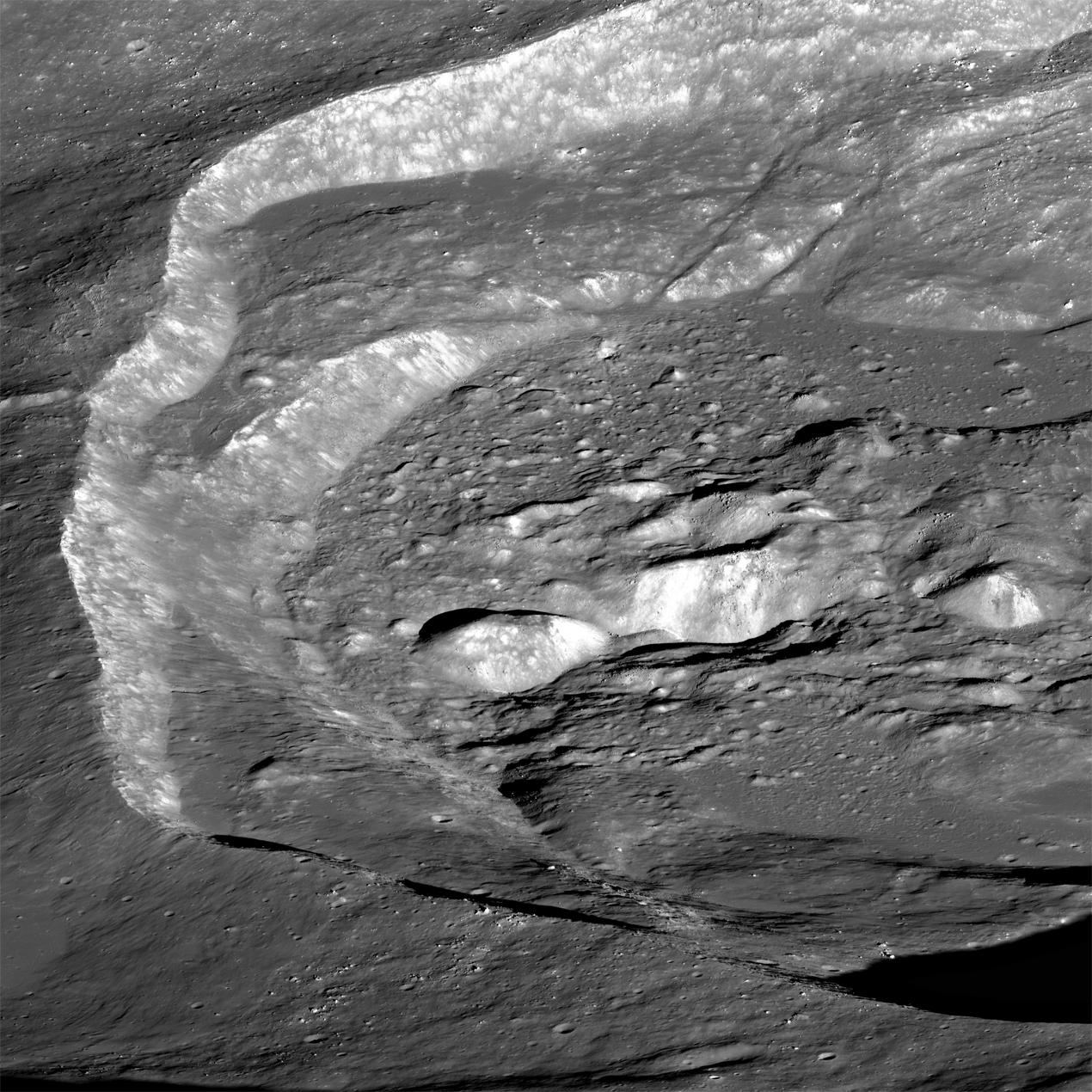
Wiener F. Imatge de la missió LRO

## Cràters satèl·lit
Per convenció aquests elements són identificats en els mapes lunars posant la lletra en el costat del punt central del cràter que està més proper a Wiener.